# Trachusa massauahensis
Trachusa massauahensis är en biart som beskrevs av Pasteels 1984. Trachusa massauahensis ingår i släktet hartsbin, och familjen buksamlarbin. Inga underarter finns listade i Catalogue of Life.